# Johnny Borrell

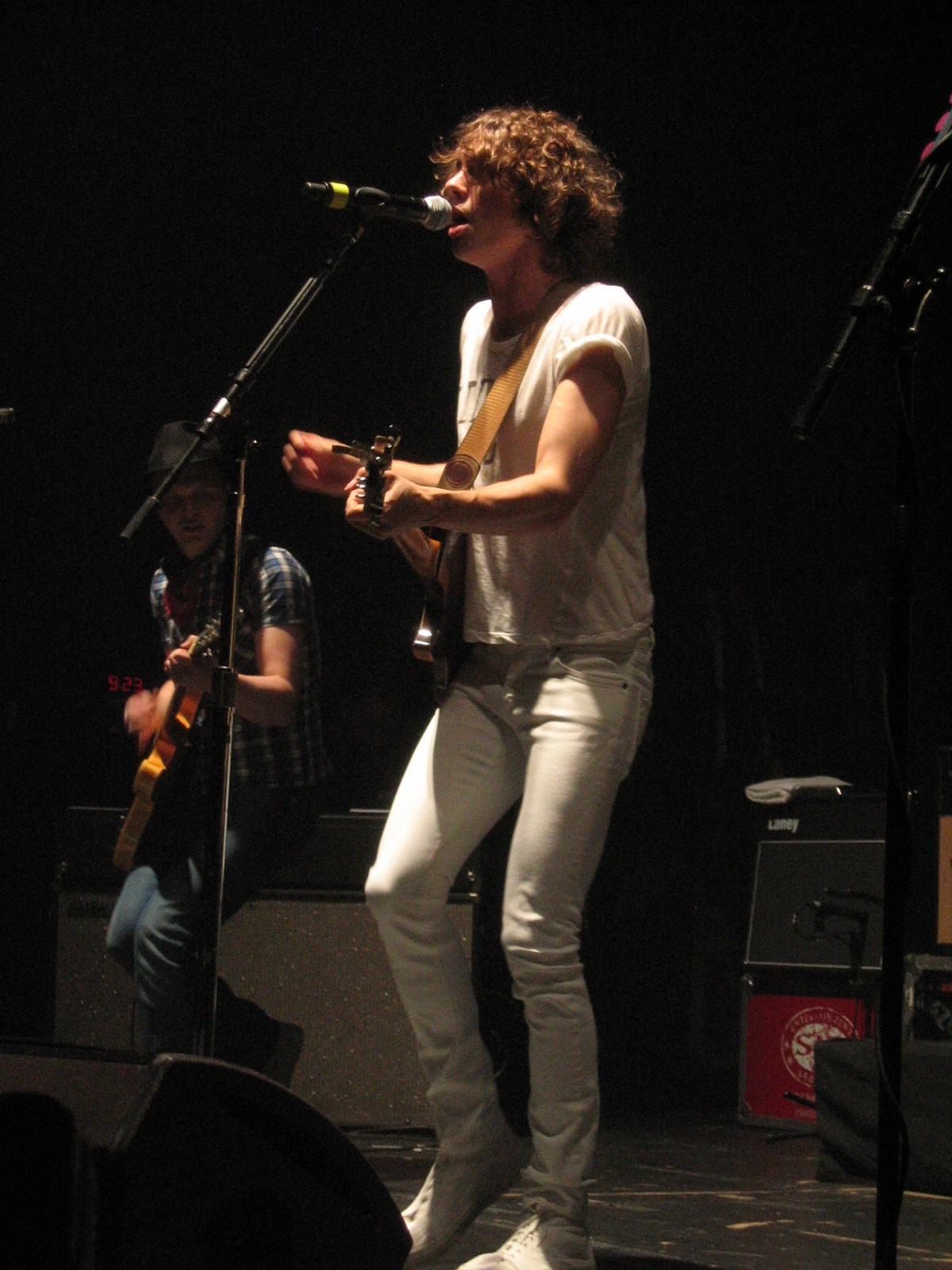
Johnny Borrell, 2007

Jonathan „Johnny“ Edward Borrell (* 4. April 1980 in Sutton, London) ist ein britischer Musiker. Er ist Sänger und Frontman der Band Razorlight.

## Leben und musikalischer Werdegang
Erste Banderfahrungen sammelte der junge Borrell im Alter von 17 Jahren als Bassgitarrist bei der Studentenband Violet. Nach der Auflösung trat er mit Coverversionen von Songs von The Clash oder auch Lead Belly auf. 
Durch seine Freundschaft zu John Hassall und Pete Doherty, Mitglieder der Band The Libertines, wurde er als Bassist in jene Formation aufgenommen und beteiligte sich unter anderem am Debütalbum Up the Bracket. Er verließ die Band jedoch bald wieder, um seine eigene Rockband zusammenzustellen. Durch eine Anzeige wurde er auf den Schweden Björn Ågren aufmerksam und kurze Zeit später konnte er auch noch Christian Smith-Pancorvo als Schlagzeuger und Carl Dalemo am Bass rekrutieren. Hiermit war die Gründung der Band Razorlight perfekt. Obwohl sich mit der Zeit die Bandbesetzung immer wieder änderte, blieb Borrell treu und engagierte stets neue Musiker nach Austritten.
2013 veröffentlichte Borrell nach einer längeren künstlerischen Pause sein erstes Soloalbum Borrell 1, mit dem er einen Flop landete. Mit nur 594 verkauften Platten in der ersten Woche blieb ihm ein Charterfolg verwehrt. Gemeinsam mit der kurz darauf von ihm ins Leben gerufenen Band Zazou ging er noch im selben Jahr auf Tour und kündigte ein weiteres Album an. Es erschien im März 2016 unter dem Namen The Atlantic Culture.
Er hegt eine Leidenschaft für Cricket und ist Mitglied im Middlesex County Cricket Club. Außerdem ist Borrell ein bekennender Fan des Chelsea Football Clubs.

## Diskografie

### Als Solokünstler
- 2013: Borrell 1
- 2016: The Atlantic Culture (mit Zazou)

### Mit Razorlight
- 2004: Up All Night
- 2006: Razorlight
- 2008: Slipway Fires
- 2018: Olympus Sleeping